# Juan Castagnino Lema
Juan César Castagnino Lema (Tamarindo, 22 de agosto de 1946 - Castilla, 28 de abril del 2021) fue un ingeniero agrónomo y político peruano. Fue congresista de la república por Piura en el periodo 2011-2016.

## Biografía
Nació en el Distrito de Tamarindo, ubicado en la Provincia de Paita del Departamento de Piura, el 22 de agosto de 1946.
Cursó sus estudios primarios y secundarios en la ciudad de Piura. Entre 1964 y 1969 cursó estudios superiores de ingeniero agrónomo en la Universidad Nacional de Piura.

## Carrera política
Su primera participación política se dio en las elecciones municipales de 1983 cuando fue candidato a regidor de la Provincia de Piura por el Partido Popular Cristiano sin éxito.
Luego se afilió al partido Perú Posible y participó en las elecciones regionales del 2002 como candidato al Gobierno Regional de Piura quedando en segundo lugar. Repitió el intento en las elecciones regionales del 2006, esta vez por Unidad Nacional quedando en tercer lugar con el 20.749% de los votos.

### Congresista de la República
Para las elecciones parlamentarias del 2011, Juan Castagnino postuló al Congreso de la República por la lista del Departamento de Piura por la Alianza Perú Posible. Resultó elegido como congresista de la república por Piura para el periodo parlamentario 2011-2016.
Durante su gestión participó en la formulación de 265 proyectos de Ley de los que 50 fueron promulgadas como leyes de la República.

## Fallecimiento
El 28 de abril del 2021, Juan Castagnino falleció a los 74 años de edad en el Distrito de Castilla.